# Ilankai Tamil Arasu Kachchi
L'Ilankai Tamil Arasu Kachchi (ITAK, tamoul : இலங்கைத் தமிழரசுக் கட்சி, singhalais : ඉලංගෙයි තමිළ් අරසු කච්චි) est un parti politique srilankais tamoul, qui a pour objectif d'avoir un système fédéral au Sri Lanka, avec un État fédéral cingalais et un État fédéral tamoul.

## Histoire
En 1944, le All Ceylon Tamil Congress est créé et est le premier parti politique tamoul du Sri Lanka.
En 1949, en raison de la coopération de l'ACTC avec le United National Party, qui est le parti de droite conservateur cingalaise, le parti ACTC se sépare en 2, avec la création du Ilankai Tamil Arasu Kachchi, par S. J. V. Chelvanayakam. Le nouveau parti a pour but de créer un État fédéral basé sur le système indien, mais ne prône pas la séparation du Tamil Eelam en un État distinct,,.
En 1956, l'ACTC est discrédité pour être l'alliée de l'UNP au moment du vote de la loi Sinhala Only Act, qui prône la langue cingalaise comme seule langue officielle du pays. Le parti Fédéraliste devient alors le principal parti tamoul.
En 1972, l'ACTC et le ITAK forment le Front uni tamoul, qui deviendra plus tard le Tamil United Liberation Front en 1976. Ce front uni va réussir l'exploit de finir 2e aux élections législatives de 1977, ce qui engendra directement par la suite les massacre anti-tamoul de 1977. Une étape importante au début de la guerre civile.
Entre 1977 et 2004, le parti fédéraliste n'existait plus et les politiciens étaient tous dans l'alliance TULF
En 2001, les TULF formera une nouvelle alliance politique, la Tamil National Alliance (TNA), avec d'autres partis tamouls modérés, en cherchant à regrouper le plus de monde possible. 
En 2004, la conséquence d'avoir rassemblé le plus de monde, le groupe TULF commençait à prendre une position pro-Tigres tamouls. Le président des TULF Anandasangaree étant contre la mentalité terroriste des LTTE, et se retrouva à devoir diviser l'alliance TNA en deux, en interdisant le TNA d'utiliser le nom de TULF. Ce qui causa la résurrection du parti fédéraliste ITAK.
Depuis 2004, l'alliance TNA utilise le symbole et les couleurs du parti ITAK.

## Résultats électoraux

### Élections législatives
| Année   | Voix    | %    | Rang | Sièges   | Alliance                      |
| ------- | ------- | ---- | ---- | -------- | ----------------------------- |
| 1952    | 45 311  | 1,95 | 6e   | 2 / 95   |                               |
| 1956    | 142 758 | 5,39 | 3e   | 10 / 95  |                               |
| 03/1960 | 176 444 | 5,80 | 3e   | 15 / 151 |                               |
| 07/1960 | 213 733 | 6,95 | 3e   | 16 / 151 |                               |
| 1965    | 217 914 | 5,38 | 3e   | 14 / 151 |                               |
| 1970    | 245 727 | 4,92 | 4e   | 13 / 151 |                               |
| 1977    | 421 488 | 6,75 | 2e   | 18 / 168 | Tamil United Liberation Front |
| 1989    | 188 594 | 3,37 | 3e   | 10 / 225 | Tamil United Liberation Front |
| 1994    | 132 461 | 1,67 | 5e   | 5 / 225  | Tamil United Liberation Front |
| 2000    | 106 033 | 1,23 | 4e   | 5 / 225  | Tamil United Liberation Front |
| 2001    | 348 164 | 3,89 | 4e   | 15 / 225 | Tamil National Alliance       |
| 2004    | 633 654 | 6,84 | 3e   | 22 / 225 | Tamil National Alliance       |
| 2010    | 233 190 | 2,90 | 3e   | 14 / 225 | Tamil National Alliance       |
| 2015    | 515 963 | 4,62 | 3e   | 16 / 225 |                               |
| 2020    | 327 168 | 2,82 | 4e   | 10 / 225 |                               |
| 2024    | 257 813 | 2,31 | 5e   | 7 / 225  |                               |